# Тернопільська музична школа № 2 імені Михайла Вербицького
Тернопільська музична школа № 2 імені Михайла Вербицького — середній освітній комунальний заклад Тернопільської міської ради в м. Тернополі Тернопільської області. Школа названа на честь українського композитора, хорового диригента, священика УГКЦ, громадського діяча, автора музики державного гімну України «Ще не вмерла України» Михайла Вербицького.

## Історія
Школа заснована Михайлом Дереном у листопаді 1969 року як вечірня музична школа, розташовувалася тоді на вул. Новий світ, 2. На час відкриття в школі навчалося 240 учнів, працювало 22 викладачі.
На початку лютого 1976 вечірня музична школа реорганізована в Тернопільську музичну школу-семирічку № 2.
У 1993—1994 навчальному році школа переведена на масив «Сонячний» у будинок № 4 по вул. Захисників України в приміщення колишнього дитячого садка.
27 лютого 2015 депутати Тернопільської міської ради ухвалили рішення про присвоєння школі імені Михайла Вербицького.

## Відділи
- фортепіанний відділ — завідувачка відділу Наталія Іванівна Марущак;
- струнно-смичковий відділ — завідувачка відділу Любов Григорівна Кондришин;
- відділ народних інструментів — завідувачка відділу Галина Ярославівна Кривокульська;
- відділ духових та ударних інструментів — завідувач відділу Михайло Іванович Гайовий;
- вокально-хоровий відділ — завідувачка відділу Леся Ярославівна Держерука;
- теоретичний відділ — завідувачка відділу Тетяна Володимирівна Кулик;
- відділ «Музичне мистецтво естради» — завідувач відділу Іван Антонович Івачевський.

## Сучасність
Нині в школі навчається 615 учнів, працює 80 викладачів.
У школі діють:
- загально-шкільний хор, керівник Оксана Василівна Іванова;
- симфонічний оркестр, керівник Тарас Миронович Шкафаровський;
- духовий оркестр, керівник Валерій Іванович Давиденко.
- оркестр українських народних інструментів, керівник Василь Іванович Кочій;
- ансамбль скрипалів, керівник Тарас Миронович Шкафаровський;
- ансамбль народних інструментів, керівник Тетяна Леонідівна Кузяєва;
- ансамбль гітаристів, керівник Степан Васильович Скибньовський.
- ансамбль бандуристів, керівник Людмила Євгенівна Нестайко.
- ансамбль народної музики (фольклорний), керівник Ігор Брухаль;
- ансамбль сопілкарів, керівник Іван Антонович Івачевський;
- камерний ансамбль викладачів струнно-смичкового відділу, керівник Любов Григорівна Кондришин;
- вокальний ансамбль викладачів «Каданс», керівник Ніна Андріївна Максимюк.

## Педагогічний колектив

### Директори
- Михайло Петрович Дерен — 1969—1989,
- Людмила Антонівна Федуник — 1997—2011,
- Зіновій Іванович Гірняк — 2011—2012,
- Валерій Леонідович Ткачук — 2012—2015,
- Василь Іванович Кочій  — 2016—2018,
- Василь Романович Коваль - 2019-2021,
- Василь Іванович Кочій -  2021-2022.
- Василь Романович Коваль - з липня 2022р.

### Заступники
- Тетяна Іванівна Воловник — заступник директора з навчально-виховної роботи, викладач струнно-смичкового відділу, спеціаліст «вищої» кваліфікаційної категорії, старший викладач,
- Лілія Методівна Гунько — заступник директора з навчально-виховної роботи, викладач відділу народних інструментів, спеціаліст «вищої» кваліфікаційної категорії, старший викладач,
- Юрій Ярославович Назарко — заступник директора з господарчої роботи.

Відомі працівники
- Ірина Борисюк — українська співачка, телеведуча.[2]
- Мар'яна Каспрук (Гордій) - вокалістка українського гурту Bugs & Bunny
- Людмила Качало (Dediu) - українська співачка
- Марія Маличок - бандуристка українського гурту Bugs & Bunny

## Відомі випускники
За 35 років своєї діяльності школа випустила понад 1 600 випускників.
- Оксана Пекун — українська естрадна співачка, народна артистка України.
- Ольга Камінська (нар. 1958) — українська співачка (лірико-колоратурне сопрано), народна артистка України.
- Валентин Валентієв — лауреат багатьох міжнародних конкурсів, навчається у Вищій музичній академії у Швейцарії;
- Наталія Гончак — закінчила Братиславську Академію мистецтв, Паризьку Національну музичну академію, Паризьку музичну академію ім. Ж. Кокто, як піаністка і диригент, працює в Італії;
- Ірина Івасів — закінчила Львівську консерваторію, Варшавську музичну академію імені Ф. Шопена, працює в Англії;
- Олеся Дунець — закінчила Львівську музичну академію, Саарбрюккенську Вищу музичну школу (консерваторія), брала участь у Міжнародному конкурсі імені Й. С. Баха;
- Олена Хіль — аспірантка Одеської Національної музичної академії імені А. В. Нежданової, лауреат ІІ премії Міжнародного конкурсу піаністів у Ворзелі (2008);
- Тетяна Довгаль — закінчила Паризьку Національну Академію по класу органу, лауреат Міжнародного конкурсу органістів у Парижі (2005), працює в Парижі;
- Діана Чубак — ІІІ курс Тернопільського музичного училища ім. С. Крушельницької, лауреат Міжнародного конкурсу піаністів у м. Дрогобичі — І премія (2011), Всеукраїнського конкурсу у м. Артемівську — ІІ премія (2012);
- Світлана Тлумацька — дипломант Міжнародного конкурсу (2006);
- Мирослава Гаврилюк — асистент-стажист Національної музичної академії ім. П. Чайковського (вокал), лауреат Міжнародних конкурсів, у тому числі, імені Бориса Гмирі (2009);
- Уляна Воробей — Київський Національний університет культури, лауреат багатьох всеукраїнських та міжнародних, вокальних конкурсів;
- Левицький Юрій - Фронтмен, автор пісень та засновник гурту "e-ho"